# Línia de ferrocarril de Semmering
El ferrocarril Semmering, a Àustria, comença a Gloggnitz i travessa Semmering a Murzzuschlag. Va ser el primer ferrocarril de muntanya d'Europa, construït amb un ample de via normal, en un terreny molt difícil amb una considerable diferència de nivell que va ser salvada durant la construcció. Encara és en ús com a part de les linees de tren austríaques.
Fou inaugurat el 1854 i des del 1998 forma part del Patrimoni Mundial de la Humanitat.

## Dades Tècniques
El Semmeringbahn té una longitud de 41 km, on la distància lineal entre els seus extrems té només 21 km. Supera una diferència d'alçada de 459m; seu punt de partida rau a 898msnm. El recorregut passa per 14 túnels, 16 viaductes (alguns de dos pisos), i més de 100 ponts de pedra corbs. En almenys 60% del tram la inclinació és del 2,0%, i en el punt més crític arriba al 2,8%.

## Història prèvia
Fins al segle xii, el pas pel Semmering no tenia cap importància, ja que els mercaders evitaven aquesta zona impenetrable i esquivaven les muntanyes cap a l'oest. El 1728, l'Emperador Carles VI va construir un costerut camí amb una inclinació de fins al 17%.
Atès que aquest camí no era adequat per al trànsit durant el segle xix, l'arxiduc Joan d'Àustria volia construir un ferrocarril que anés des de Viena fins a Trieste i que passés per Semmering i no per Hongria. Del costat de baixa Àustria hi havia una línia fèrria fins Gloggnitz (1842), i del cantó d'Estíria n'hi havia fins Mürzzuschlag (1844). Tots dos punts extrems del tram eren connectats per un camí construït el 1841, on es transportava la càrrega en caravanes de fins a dotze cavalls cadascuna.

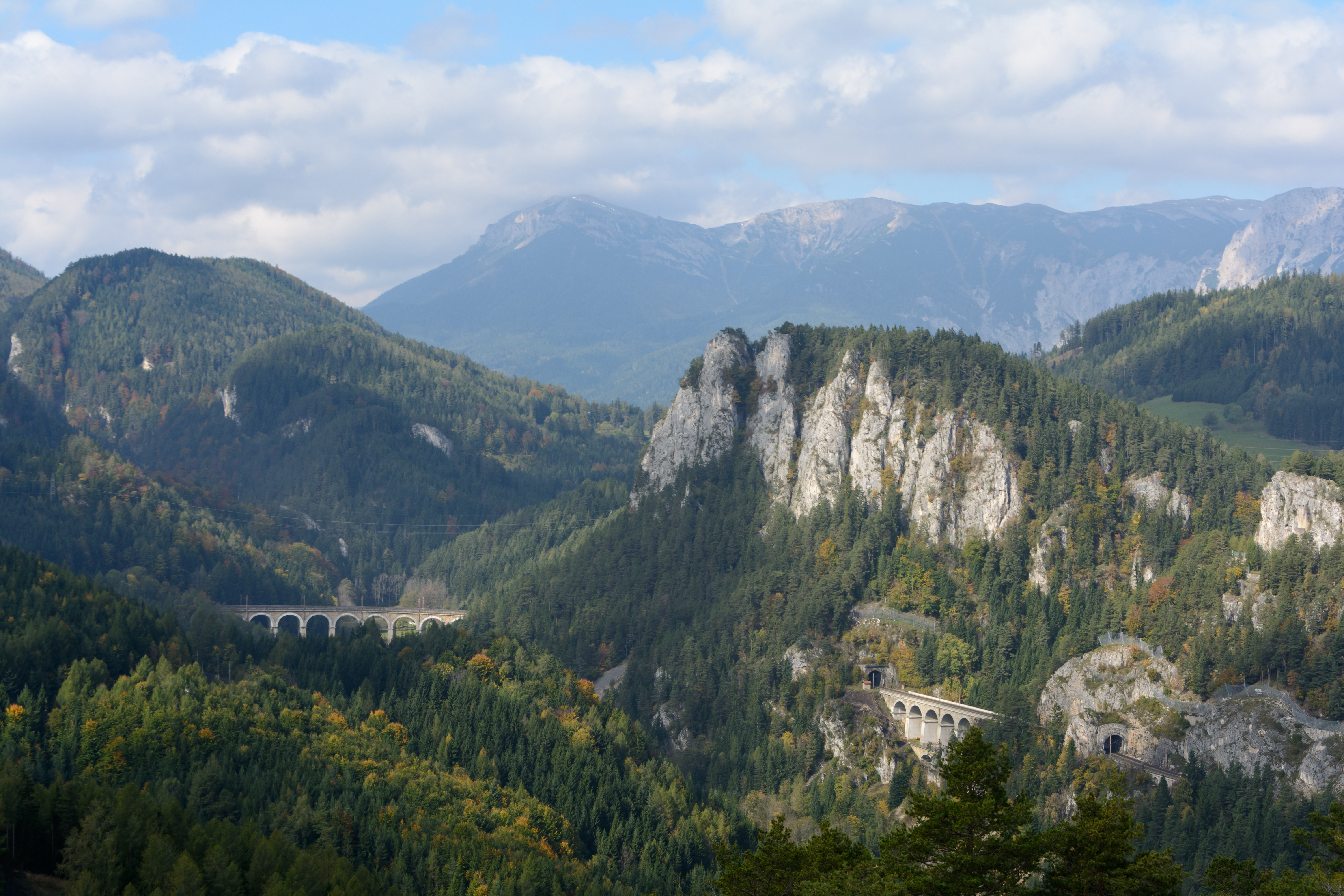

## Planejament
Era menester una connexió ferroviària sobre el pas muntanyós de Semmering per construir aquest enllaç. Per descomptat, hi va haver una disputa de si tal construcció era tècnicament possible. El 1841, la direcció de la construcció i el contracte de planejament van ser atorgats a Carl Ritter von Ghega. El 1842, Ritter von Ghega viatjà a la Gran Bretanya i als Estats Units. Com a resultat del coneixement adquirit en aquests viatges, von Ghagen va fer plans de tres variants diferents del projecte, i les va presentar a l'aleshores Director General dels Ferrocarrils, Hermenegild Ritter von Francesconi. Aquestes tres variants eren: 
- Al sud de la vall Schottwiener, on avui rau la ruta de la Via ràpida de Semmering S6.
- Una plataforma amb una inclinació màxima de 3,6%.
- La variant finalment acceptada i construïda

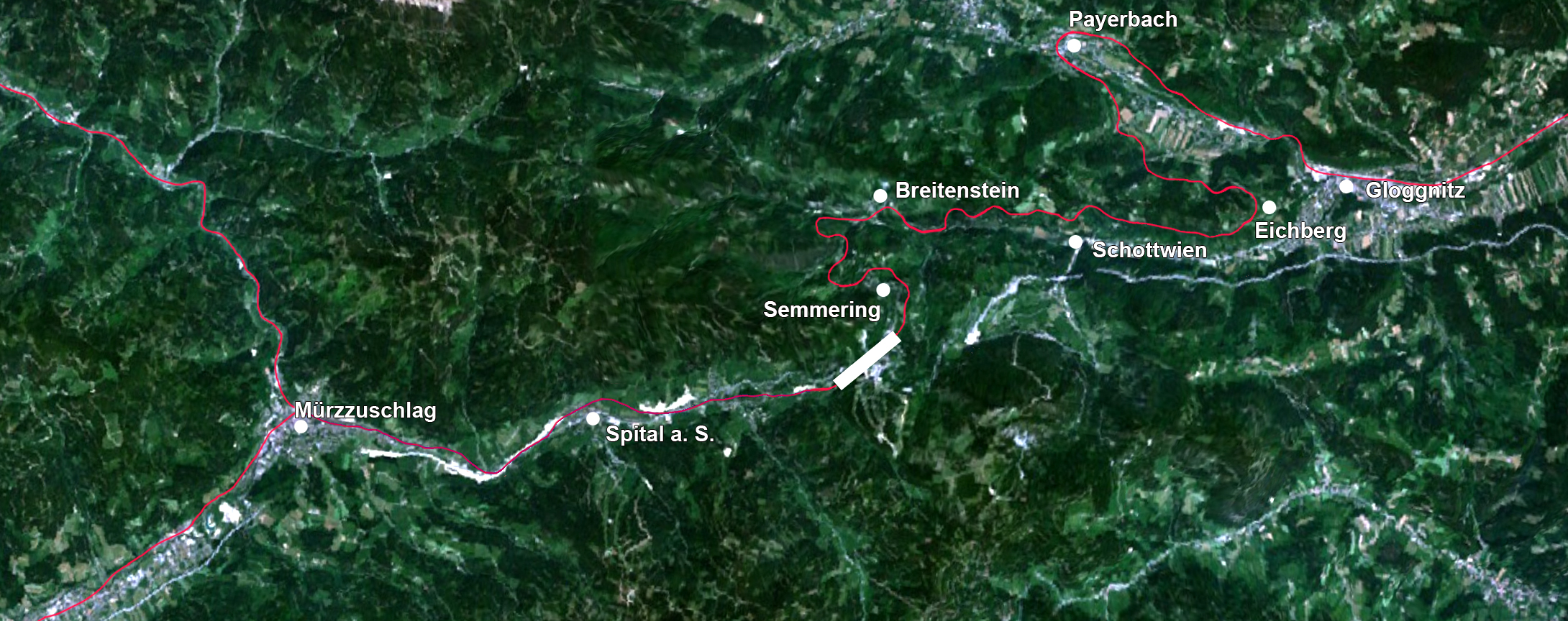
imatge per satèl·lit del recorregut

## Dificultats tècniques
La primera dificultat va sorgir amb els túnels. Fins aleshores, era normal la construcció de túnels curts. Els túnels van ser cavats a mà, perquè no hi havia en aquell temps material explosiu, com la dinamita. La construcció dels túnels era bastant perillosa: per exemple, el túnel Weinzettlwand va haver de ser traçat per una altra ruta després que 14 treballadors perdessin la vida en un esfondrament.
El tram va ser dissenyat tot i que no existien locomotores que poguessin vèncer la gran inclinació del camí. Ritter von Ghega va desenvolupar ell mateix les locomotores idonis que es va posar en servei i aviat aquesta nova tecnologia es va popularitzar. Així va demostrar von Ghagen l'error dels seus opositors, que sostenien que el tram era només possible amb un ferrocarril de cremallera o amb un funicular. Els opositors del projecten principalment enginyers i arquitectes, estimaven més la tècnica del funicular per a grans inclinacions.

## Construcció
Sota la impressió de la Revolució de Març de 1848 i per reduir l'atur, les obres van començar relativament ràpid l'estiu de 1848, en ambdós extrems del tram (Gloggnitz i Mürzzuschlag). Atès que la mateixa regió proveïa el material a utilitzar directament, es van fer poques construccions d'acer.
Un dels majors problemes en la construcció del tram va ser el fet que la ruta va ser traçada amb instruments de precisió poca adequada. Primer van haver de desenvolupar nous instruments i noves tècniques de mesurament. La inclinació de fins a 28% (és a dir, més d'un metre de canvi d'altitud en 40 metres de recorregut) i els mínims ràdis de les corbes eren també reptes nous.
Els túnels i viaductes del tram van ser construïts per uns vint mil treballadors, una tercera part eren dones, en sis anys, una fita excepcional per aquell temps quant a aspectes tècnics i organitzacionals es refereix. 89 persones van morir durant la construcció, i centenars van caure víctimes de malalties com el còlera.

## Inauguració
Els treballs de construcció van finalitzar el 1854. El 23 d'octubre de 1853 va viatjar la primera locomotora el tram entre Mürzzuchlag i Payerbach. El 16 de maig de 1854 va viatjar l'emperador Francesc Josep I al costat de Ritter von Ghega pel tram. El 17 de juliol de 1854 es va obrir el tram ferri al transport de persones. Atès que Semmeringbahn era una extensió del sistema ferroviari del sud, la seva inauguració no va ser celebrada com un gran esdeveniment